# スンナ・グンロイグス
スンナ・グンロイグス（アイスランド語: Sunna Gunnlaugs、1970年5月11日 - ）は、アイスランドのジャズピアニスト。アイスランドのセルチャルトナルネースの生まれで、母からの教えで子供のころからオルガンを始めた。1993年にウィリアム・パターソン大学音楽学部に入学、ジャズの道を志し、大学卒業後はニューヨーク市のブルックリン区に移住した。
2002年にはアイスランドベストジャズアルバム賞を受賞している。2003年には初来日を果たし、アイスランドブルー2003で寺井尚子とともに共演した。